# NGC 5548
NGC 5548 est une vaste galaxie lenticulaire située dans la constellation du Bouvier. Sa vitesse par rapport au fond diffus cosmologique est de 5 359 ± 16 km/s, ce qui correspond à une distance de Hubble de 79,1 ± 5,5 Mpc (∼258 millions d'al). NGC 5548 a été découverte par l'astronome germano-britannique William Herschel en 1784.
NGC 5548 présente une large raie HI et un jet d'onde radio. C'est aussi une galaxie active de type Seyfert 1.5. NGC 5548 est une galaxie dont le noyau brille dans le domaine de l'ultraviolet. Elle est inscrite dans le catalogue de Markarian sous la cote MRK 1509.
À ce jour, cinq mesures non basées sur le décalage vers le rouge (redshift) donnent une distance de 107,560 ± 132,872 Mpc (∼351 millions d'al), ce qui est à évidemment à l'intérieur des valeurs de la distance de Hubble. Avec un tel écart-type, on constate que cet échantillon de mesures est passablement incohérent. L'une des mesures donne une valeur de 341 Mpc, deux autres sont inférieures à 40 Mpc et les deux dernières sont supérieures à 100 Mpc. C'est un autre exemple où on devrait utiliser la distance de Hubble pour calculer le diamètre de cette galaxie et non la valeur moyenne des mesures indépendantes comme le fait la base de données NASA/IPAC.

## Historique
En 1943, cette galaxie fait partie des douze nébuleuses listées par l'astronome américain Carl Keenan Seyfert qui possèdent de larges raies d'émissions dans leur noyau,. Au cours des années 1960, les observations de NGC 5548 avec des radiotélescopes montrent un flux élevé dans les ondes radio. Des analyses spectroscopiques du noyau faites en 1966 précisent que cette région énergétique est confinée dans un volume de seulement quelques parsecs, où la température avoisine les 14 000 kelvins (K) et le plasma qui le compose a une vitesse de dispersion d'environ 450 km/s.

## Trou noir supermassif
Parmi les astronomes, l'explication la plus généralement acceptée pour expliquer le niveau d'énergie du noyau de NGC 5548 est l'accrétion de matière dans un trou noir supermassif qui se trouverait à son centre. Cet objet est entouré d'un disque d'accrétion de matière qui est aspiré des alentours. Au moment où la matière atteint les limites externes du disque, elle s'excite et s'ionise, produisant une grande quantité d'émissions dans le spectre visible et l'ultraviolet. Un vent de matière ionisée, qui s'organise en structures filamenteuses et à une distance de 1 à 14 années-lumière du centre, s'écoule vers l'extérieur de manière perpendiculaire au plan du disque d’accrétion.

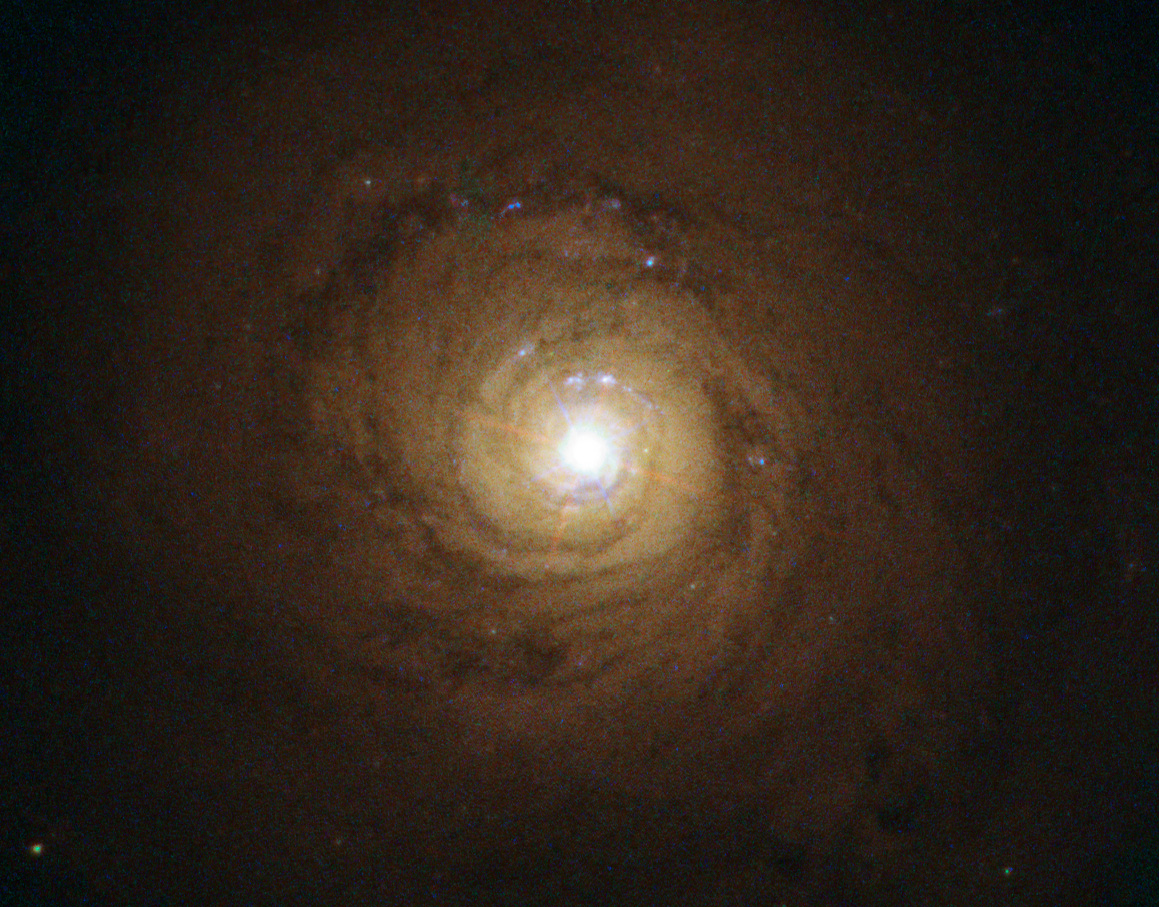
Un trou noir supermassif se tapit au centre de la galaxie NGC 5548 (télescope spatial Hubble).

Selon les auteurs d'un article publié en 2002, la masse du trou noir central de NGC 5548 est de 1,07 x 108{\displaystyle M_{\odot }} (108,03{\displaystyle M_{\odot }}).  
Selon un article publié en 2004 un trou noir supermassif dont la masse est de (67,1 ± 2,6) x 106 {\displaystyle M_{\odot }} se trouve au centre de NGC 5548. Cette estimation est basée sur la réverbération de la lumière (Reverberation mapping (en)).
La masse du trou noir central peut aussi être estimée à l'aide des propriétés des raies d'émissions dans la région centrale. Les mesures effectuées mènent vers une estimation de 6,54+0,26
 −0,25 × 107 masses solaires ({\displaystyle M_{\odot }}). Ce résultat est consistant avec les autres méthodes de mesures pour estimer la masse du trou noir supermassif. Cependant, cette valeur est quelque peu inférieure à celle obtenue par une autre étude réalisée en 2007 par X. Y. Dong et M. M. De Robertis. Cette étude était basée basée sur les mesures de luminosité de la bande K de l'infrarouge proche du bulbe de NGC 5548 et les auteurs ont obtenu une valeur de une valeur de 108,2 {\displaystyle M_{\odot }} (160 millions de masses solaires) pour le trou noir supermassif qui s'y trouve.
Selon une étude publié en 2015, la masse du trou noir central de NGC 5548 est 7,84 +0,53
-0,46*107{\displaystyle M_{\odot }}
.
La matière s'engouffre dans ce trou noir à une vitesse de 0,03{\displaystyle M_{\odot }} par année, à l'instar du centre où la matière s'échappe à une vitesse de 0,92{\displaystyle M_{\odot }} par année. La partie interne du disque d’accrétion entourant le TRSM forme une épaisse couronne chaude couvrant plusieurs heures-lumière qui émet des rayons X. Lorsque cette radiation atteint la partie la plus visiblement épaisse du disque à un rayon d'environ 1 à 2 jours-lumière, les rayons X se transforment en chaleur.[réf. souhaitée]

## Groupe de NGC 5610
Selon A.M. Garcia, la galaxie NGC 5548 fait partie du groupe de NGC 5610. Ce groupe de galaxies compte au moins quatre membres. Les trois autres galaxies du groupe sont NGC 5559, NGC 5610 et UGC 9165.